# 형제는 용감했다 (영화)
형제는 용감했다(All The Brothers Were Valiant)는 미국에서 제작된 리처드 소프 감독의 1953년 모험, 드라마, 멜로/로맨스 영화이다. 로버트 테일러 등이 주연으로 출연하였고 팬드로 S. 버먼 등이 제작에 참여하였다.

## 출연

### 주연
- 로버트 테일러
- 스튜어트 그레인저

### 조연
- 앤 블라이스
- 베타 St. 존
- 키넌 윈
- 제임스 휘트모어
- 커트 카스즈너
- 루이스 스톤
- 로버트 버튼
- 피터 위트니
- 존 루프튼
- 조나단 코트
- 밋첼 루이스
- 제임스 벨
- 레오 고든
- 마이클 페이트
- 크랜시 쿠퍼
- 프랭크 데코바
- 헨리 로랜드
- 스탠리 앤드류스
- 조지 바로우즈
- 월터 코이
- 존 댐러
- 제임스 데이비스
- 존 듀스티
- 해리 하인즈
- 리처드 카란
- 오웬 맥기븐니
- 타일러 맥베이
- 키스 리처즈
- 글렌 스트레인지

## 제작진
- 세트: 휴 헌트
- 세트: 에드윈 B. 윌리스
- 의상: 월터 플렁킷